# In Concert!
In Concert! är en EP det svenska rockbandet Imperial State Electrics andra skiva, utgiven som CD och 10"-vinyl 2011. Skivan innehåller uteslutande covers.

## Låtlista
1. "Leave My Kitten Alone" – 3:40 (James McDougal, Little Willie John, Titus Turner)
2. "Is It Day or Night?" – 2:44 (Kim Fowley)
3. "You Can't Do That" – 3:03 (John Lennon, Paul McCartney)
4. "I Don't Know What I Want" – 4:05 (Eric Carmen)
5. "Rock and Roll Boogie" – 2:27 (George Young, Harry Vanda)
6. "Sweet Little Sixteen" – 3:02 (Chuck Berry)

## Personal
- Nicke Andersson – omslagsdesign, ljudtekniker, producent, mixning, sång, elgitarr
- Dolf de Borst – bas, sång, ljudtekniker
- Tobias Egge – elgitarr, sång, ljudtekniker
- Tomas Eriksson – trummor, sång
- Henrik Jonsson – mastering
- Nettan G. Nilsson – framsidesfotografi
- Kristina Svensson – backsidesfotografi

## Mottagande
Skivan snitter på 3,4/5 på Kritiker.se, baserat på fyra recensioner.